# Nils Wester
Nils Åke Wester, född 24 juni 1925, död 11 maj 1996 i Starrkärrs församling, var en svensk fotbollsspelare som representerade Gais i allsvenskan säsongerna 1950/1951 till 1952/1953. Han spelade sammanlagt 21 matcher för klubben och gjorde 3 mål.
Wester värvades från Älvängens IK och debuterade i Gais under våren 1951. Hösten samma år fick han chansen i det svenska B-landslaget, men efter 11 allsvenska matcher för Gais säsongen 1951/1952 försvann han och spelade bara en enda seriematch för Gais säsongen 1952/1953.
Nils Wester är begravd på Starrkärrs kyrkogård.